# Premio Adams
Il premio Adams è assegnato ogni anno dalla facoltà di matematica dell'Università di Cambridge e del St John's College a un giovane matematico britannico per premiare risultati di livello internazionale.
Il premio prende il nome dal matematico John Couch Adams, a cui è stato dedicato per commemorare la scoperta di Nettuno. Originariamente era aperto solo ai laureati a Cambridge, mentre oggi viene assegnato a matematici residenti nel Regno Unito sotto i 40 anni. Il premio ad oggi ammonta a 13.500 sterline.

## Vincitori del premio Adams
- 1850 Robert Peirson
- 1857 James Clerk Maxwell
- 1865 Edward Walker
- 1882 J. J. Thomson
- 1871 Isaac Todhunter
- 1877 Edward Routh
- 1893 John Henry Poynting
- 1899 Joseph Larmor e Gilbert Walker
- 1901 Hector Munro MacDonald
- 1907 Ernest William Brown
- 1909 George Adolphus Schott
- 1911 A. E. H. Love
- 1913 Samuel McLaren e John William Nicholson
- 1915 Geoffrey Ingram Taylor
- 1917 James Hopwood Jeans
- 1919 John William Nicholson
- 1920 William Mitchinson Hicks
- 1922 Joseph Proudman
- 1924 Ralph H. Fowler
- 1926 Harold Jeffreys
- 1928 Sydney Chapman
- 1930 Abram Samoilovitch Besicovitch
- 1932 Alan Herries Wilson
- 1934 Sydney Goldstein
- 1936 W. V. D. Hodge
- 1940 Harold Davenport
- 1942 Hormasji Jehangir Bhabha
- 1947 Desmond B. Sawyer
- 1948 John Charles Burkill, Subrahmanyan Chandrasekhar, Walter Kurt Hayman e John MacNaughton Whittake
- 1950 George Batchelor, William Reginald Dean e Leslie Howarth
- 1952 Bernhard Neumann

- 1955 Harold Gordon Eggleston
- 1958 Paul Taunton Matthews, Abdus Salam e John G. Taylor
- 1960 Vasant Shankar Huzurbazar e Walter L. Smith
- 1962 John Robert Ringrose
- 1964 James G. Oldroyd e Owen Larkin Phillips
- 1966 Stephen Hawking e Roger Penrose
- 1967 Jayant Narlikar
- 1970 Robert Burridge, Leslie John Walpole e John Raymond Willis
- 1972 Alan Baker, Christopher Hooley, Hugh Lowell Montgomery
- 1974 John Fitch (informatico) e David Barton
- 1976 Tim Pedley
- 1978 AI Mees
- 1980 Michael E. McIntyre e Brian Leslie Norman Kennett
- 1982 Dan Segal, Martin J. Taylor, Gordon James, Steve Donkin e Aidan Schofield
- 1984 BJ Carr
- 1986 Brian D. Ripley
- 1992 Paul Glendinning
- 2001 Sandu Popescu
- 2002 Susan Howson
- 2003 David Hobson[3]
- 2004 Dominic Joyce
- 2005 Mihalis Dafermos e David Stuart
- 2006 Jonathan Sherratt
- 2007 Paul Fearnhead
- 2008 Tom Bridgeland e David Tong
- 2009 Raphaël Rouquier
- 2010 Jacques Vanneste
- 2011 Harald Helfgott e Tom Sanders
- 2012 Sheehan Olver e Françoise Tisseur
- 2013 Ivan Smith
- 2014 Non assegnato
- 2015 Arend Bayer e Tom Coates
- 2016 Clement Mouhot
- 2017 Graham Cormode e Richard Samworth
- 2018 Claudia de Rham e Gustav Holzegel
- 2019 Heather Harrington e Luitgard Veraart
- 2020 Michael Wemyss [4]